# Dieci
Dieci e песен на италианската певица Анализа. Тя е пусната на 3 март 2021 г. като първи сингъл от преиздадения ѝ седми албум Nuda 10. „Dieci“ e песента, с която Анализа участва на Санремо 2021 и я изпълнява в първата вечер от фестивала. Достига до номер 7 в италианската класация и добива платинен статус.

## Замисъл
Текстът към песента е написан по време на коронавирусната пандемия и говори за любовта на певицата към музиката. В свое интервю за Олмюзик Италия певицата казва:
| „ | „Dieci“ е обяснението ми в любов към музиката. Това е историята на една любов, която не иска да приключи и затова се вкопчва в поредния момент, който няма да се окаже последен. В същото време тя изразява всичко, което чувствам в момента: желанието да не се предавам и отказвам и също така да споделям музиката си с моята публика, както го правя от 10 години. | “ |

## Клип
Клипът към песента е качен в световната платформа Ютюб на 3 март 2021 г. Режисьор е Джакомо Трилия.

## Позиции
| Класация      | Най-висока позиция |
| ------------- | ------------------ |
| Италия (ФИМИ) | 7                  |